# 학당리 전투
학당리 전투(鶴塘里戰鬪)는 한국 전쟁 당시 벨기에 유엔 사령부와 공산군인 중국인민지원군 사이에서 발생한 국지전으로 미 미제1군단)이 서부전선의 방어선을 개선하기 위해 벌인 공세작전인 ‘코만도 작전 (Operation Commando)’수행 중 발발하였다.
1951년 10월 9일부터 10월 13일까지 양측은 전투를 치렀는데 양측 간의 격전지는 38도선 인근이었던 철원군과 평강군 사이의 바로 위쪽 지역인 388고지 혹은 391고지였다.(미군은 이 고지를 391고지로 명명했다고 알려져 있음.) 벨기에-룩셈부르크 대대는 중공군에 비해 상대적으로 열세였음에도 불구하고 중공군에게 피해를 입혔으며 이 전투에서 승리함으로써 유엔군은 철원군을 확실히 확보하게 되었다.

## 위치
388고지는 강원도 철원군 중강리 일대(38°-20′-22.6″N / 127°-15′-17.6″E)에 위치해 있다..
388고지는 1.5km 정도 남쪽에서 북쪽으로 뻗은 지역으로 각 방향마다 수백 미터나 되는 평지가 이들을 둘러싸고 있는 고립된 능선이다. 388고지는 대부분이 암석 지역이며 엄폐하기에 완벽한 지역이기도 했다. 북쪽 끝 지점은 고지에서 가장 가파르고 높은 지역이었고 중앙 지역은 최남단 지역의 암반 노두 직전에 위치한 고원 지대였다.

## 오보
한편 김희철의 전쟁사(41) - 잊혀지지 않는 전쟁, 벨기에군의 학당리 전투와 같은 언론기사에서 학당리 전투를 화살머리고지에서 벌어진 전투라고 기술하고 있으나 학당리 전투가 벌어진 388고지와 화살머리고지(281고지)는 완전히 별개의 장소로 기본 정보인 전투지역 조사도 안 하고 작성한 오보 기사이다.

## 전투

### 1951년 10월 10일
본 문서의 이해를 돕기 위한 비자유 그림이 있습니다. 
링크의 파일을 직접 올려 주세요
벨기에-룩셈부르크 대대가 학당리에 도착한 것은 1951년 10월 10일 오후 2시쯤이었다. 벨기에 대대는 다른 유엔군 위치보다 4마일 정도 앞으로 돌출된 무인 지대에 도착했는데 이곳은 유엔군과 중공군 사이에 있는 미국 제65보병여단이 1951년 10월 10일부터 담당하는 곳이기도 했다. 벨기에-룩셈부르크 대대 도착 직후 C 중대가 북쪽 봉우리에 자리 잡았고 B 중대는 중앙 고원의 북쪽 구역에 참호를 파고 대기했다. 남쪽 고지는 중공군이 점령할 수 없다는 판단과 박격포 공격을 위한 본부로 사용될 것이라는 점에서 40명의 중화기중대가 그 지역에 자리잡았는데 이 지역은 대대의 다른 부대와 약 300m에서 400m 정도 떨어져 있었다.
벨기에 파견대는 일반적 분견대인 900명보다 훨씬 적은 560명으로 구성되어 있을 정도로 전력이 부족했는데 이는 1951년 2월부터 한국 전쟁에 참전한 많은 용사들이 부대 전환 배치로 인해 귀국한 시점이었기 때문이었다. 이는 A 중대를 구성하고 있는 룩셈부르크 파견대도 마찬가지였다. 1951년 9월 한국 전쟁에 처음 참전한 벨기에 군인들은 귀국했고 보충 병력은 아직 당도하지 않았다.

### 10월 10일 - 11일
388고지 도착 직후부터 벨기에군은 중공군 76mm 포와 박격포로부터 공격을 받아야 했다. 벨기에 병사 1명이 사망했고 몇몇이 부상을 입기도 했다. 10월 10일 저녁에는 중공군 정찰대가 B 중대의 위치를 향해 처음으로 공격을 시작했다. 그 위치를 사수한다는 것이 중요한 것을 인지한 미 제3보병사단의 사단장 로버트 소울 중령은 학당리를 헬리콥터를 타고 방문했다. 10월 11일 밤에 벨기에군은 또다시 인접 지역인 317고지로부터 날아오는 중공군 60mm 포에 피해를 입었다.

### 전투 발발
1951년 10월 12일 이른 아침 소규모의 중공군 공세가 격퇴되었다. 오전 3시 45분에 기관총의 지원을 받는 적 정찰대가 중화기중대를 공격했다. 미군이 105mm 포와 155mm 포로 중화기중대를 지원하여 적은 격퇴했다. 이 공격으로 벨기에 병사 1명이 죽고 6명이 부상당했는데 부상자 중 2명은 카투사 대원이었다. 오전 8시부터 오후 3시까지 B 중대의 정찰대가 488고지를 올라가 점령한 뒤 이 곳을 중공군 관찰지대로 삼았다. 2번째 정찰 부대가 317고지를 오르던 중 파괴된 적 무기고를 발견하고 학당리로 돌아왔다. 그 날 동안 중공군 부대의 수많은 분대가 벨기에군의 방어선 뒤에서 피해를 입었다. 두꺼운 안개가 끼면서 오후 11시 30분부터 중공군은 안개를 틈타 중화기중대에 대규모 공세를 감행하였다.

### 중공군 공세
본 문서의 이해를 돕기 위한 비자유 그림이 있습니다. 
링크의 파일을 직접 올려 주세요
중공군이 중화기중대에 주 공세를 감행한 것은 10월 12일 오후 11시 30분부터였다. 중공군 부대는 완벽한 침묵 속에서 철조망을 타고 정찰 부대의 최전선을 향해 진격했다. 철조망에는 기관총과 조명탄이 있었기 때문에벨기에-룩셈부르크 대대는 이것을 이용하면 중공군을 공격할 수 있었다. 동시간대에 B 중대와 중화기중대는 격렬한 공격을 받고 있었다. 중공군 부대는 벨기에군의 사령부로 쓰이던 지역까지 점령했다. 격렬한 전투 속에서 중공군도 큰 피해를 입었다. 동이 틀 무렵 오직 4명의 중공군 병사만이 남아 있었고 그들은 포로가 되었다.
오전 2시에 새로운 중공군의 공세가 중화기중대를 향해 시작되었다. 그러나 오전 4시가 되자 주공세는 격퇴되었고 벨기에군은 모든 지역을 탈환했다. 정오에는 317고지가 벨기에군 수중에 떨어졌지만 C 중대의 정찰대는 488고지에서 기관총과 박격포 공격을 받게 되었다. 안개가 걷힌 후 벨기에 전선에서는 98구의 중공군 시체가 발견되었는데, 실질적인 중공군의 피해는 더 클 것으로 예상되었다.

## 여파
미국 제3보병사단에서 내려온 명령으로 벨기에군은 UN군 방어선 일대로 철수해야 했으며 이들은 362고지에 자라집았다. 학당리에서 철수하는 동안 벨기에군은 자신들이 철수하는 지점으로 중포가 발사되는 것으로 목격했다. 벨기에 파견대는 학당리라고 쓰여진 부대 깃발을 수여받았고 학당리는 벨기에군의 제3강하대대가 맡게 되었다. 이후 벨기에군은 학당리 전투의 참전 용사들에게 학당리 훈장이라는 훈장을 추가했다.

## 같이 보기
- 잣골 전투
- 화살머리고지 전투
- 백마고지 전투